# Cascada Röthbach
Röthbach (en alemán: Röthbachfall) es la cascada más alta de Alemania y de toda Europa fuera de Noruega, (las 16 cascadas más altas de Europa se encuentran todas en este país, entre ellas: Vinnufossen (865m), Baläifossen (849m), Strupenfossen (819m), Ramnefjellsfossen (818m) y Mongefossen (772m). La Cascada Röthbach tiene una caída vertical de 470 metros y se encuentra en la zona de Berchtesgaden en el sureste del lago Obersee (parque nacional de Berchtesgaden). La forma más conveniente para visitar la cascada es tomar el barco eléctrico a través del Lago Konigssee hasta Salet y luego caminar hasta el Obersee. Lo remoto de este lugar ha llevado a la errónea afirmación de que la cascada más alta de Alemania son las Cascadas de Triberg que son más accesibles, a pesar de Triberg tiene una caída de tan sólo 163 metros.

## Galería

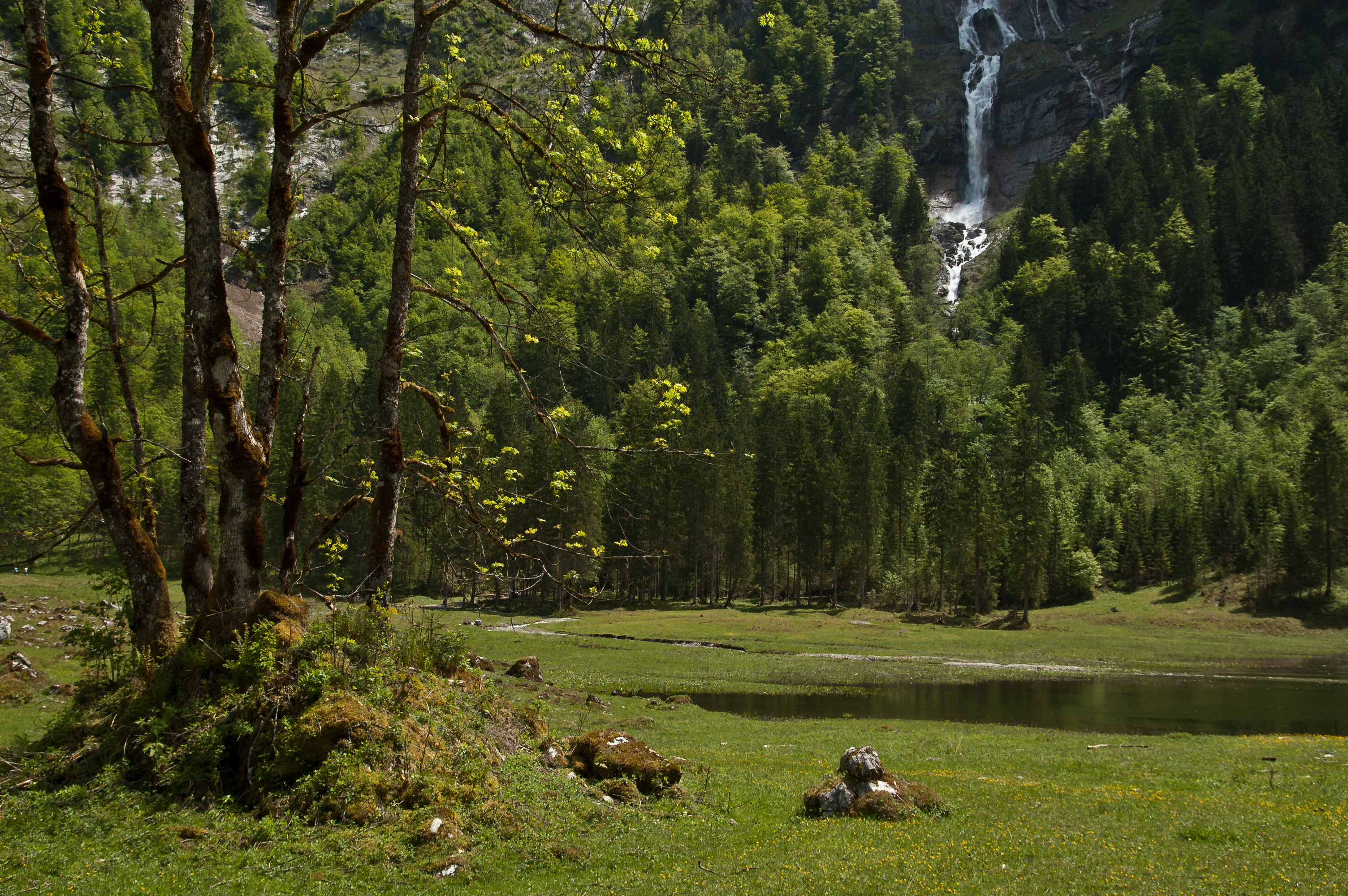
La Cascada Röthbach durante el deshielo en mayo.
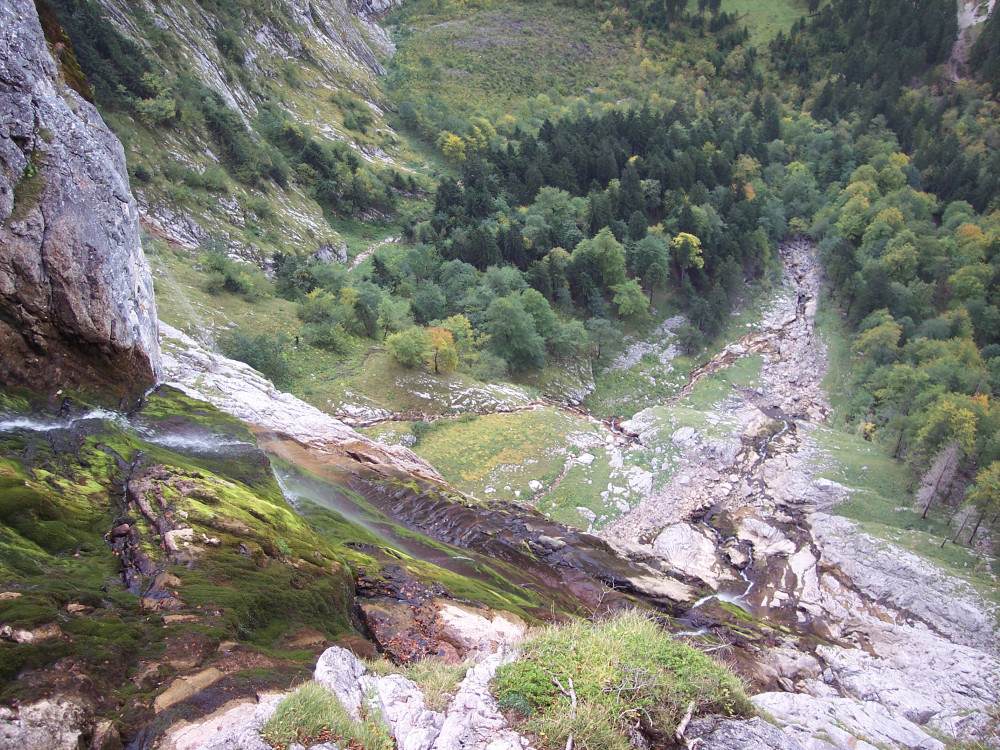
Vista de la cascada desde arriba.
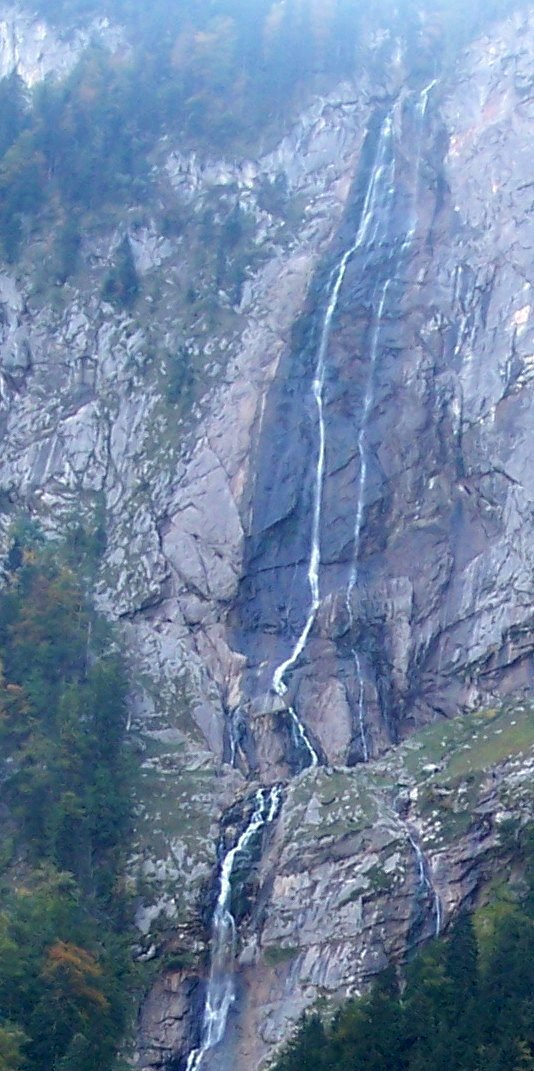
La Cascada Röthbach en septiembre, con caudal mínimo.